# Hamburger Volksoper
Die Hamburger Volksoper war ein Theater in Hamburg-St. Pauli. Es stand am Anfang der Reeperbahn am Millerntor und wurde bei den Bombenangriffen im Zweiten Weltkrieg so stark beschädigt, dass es in den 1950er-Jahren vollständig abgebrochen werden musste.
An der Stelle war 1887 das Ballhaus Ludwig eröffnet worden, was dann kurze Zeit später einen großen Konzertsaal und weitere Nebensäle erhielt und in Concerthaus Ludwig umbenannt wurde. 1910 erfolgte der Umbau in ein repräsentatives Theater. Die Namen des Theaters wechselten in schneller Folge – zuerst hieß es Deutsches Operettentheater, dann Hamburger Operettentheater. In der Spielzeit 1913/14 wurden die Operetten durch Spielopern ersetzt und das Theater wurde zur Neuen Oper. Der Erste Weltkrieg stürzte die Neue Oper in den Ruin und das Opernpersonal gründete in der schwierigen Situation die Hamburger Volksoper. Carl Richter übernahm 1917 die Leitung und schaffte es, dass das Theater zum ersten Mal wirtschaftlichen Erfolg hatte.
Nach dem Abbruch der Weltkriegsruine wurde an dem Standort in den 1960ern das Millerntorhochhaus gebaut. Heute steht dort ein Geschäftshaus mit Restaurants, Spielcasino und Parkhaus, nachdem das Millerntorhochhaus wegen Asbestverseuchung in 1990ern abgerissen werden musste.

## Geschichte

### Ball-/Konzerthaus Ludwig

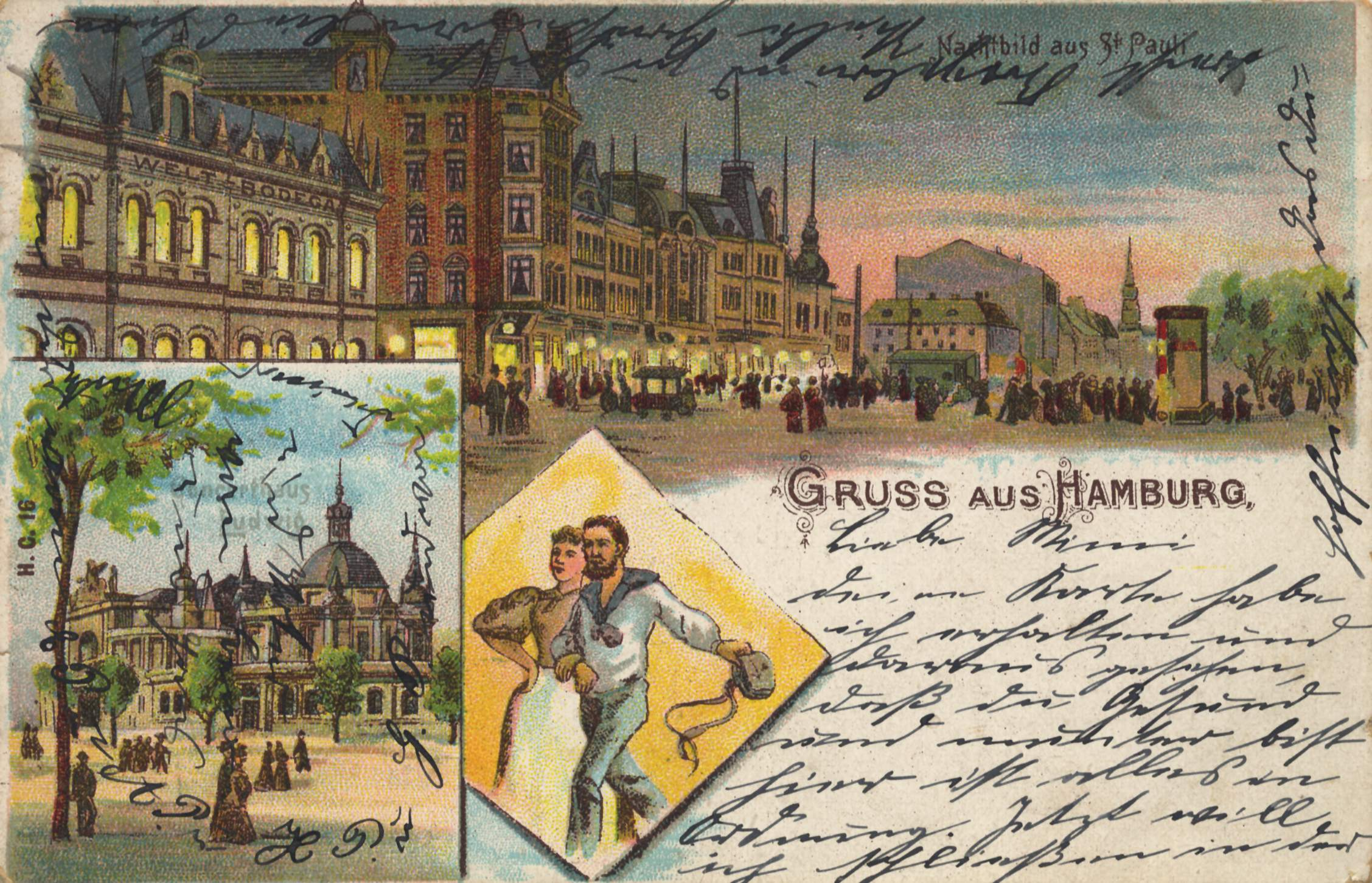
Ansichtskarte mit dem Konzerthaus Ludwig unten links

Den Brüdern Ludwig gehörte ein Ballhaus am Spielbudenplatz, aber wollten sich vergrößern – so ließen sie 1886–1889 einen neuen Gebäudekomplex nach Plänen des Architekten Carl Hülse für 1,3 Millionen Goldmark am Millerntorplatz errichten.
Der Gebäude bestand aus mehreren Teilen: Im Vorderbau befand sich ein dreistöckiger Wintergarten mit Glaskuppel, in dem als Höhepunkt ein Wasserfall aus 17 m Höhe über Kaskaden in die Tiefe stürzte. Daneben lagen ein Biersaal, ein Speisesaal, ein Hochzeitssaal und weitere kleinere Säle – im Untergeschoss gab es zwei Kegelbahnen, Billardzimmer und eine Küche. Im Mittelbau lag der eigentliche große Konzertsaal für 2000 Besucher, darunter die Garderobe. Im hinteren Teil gab es einen kleineren Konzertsaal, weitere kleine Gesellschaftsräume und eine zweite Küche. Zur Straße hin befand sich ein Gastgarten, der mit einem geschmiedeten Eisenzaun umschlossen war.
Im Mai 1887 fand das Richtfest statt und am 2. Dezember 1887 folgte die Eröffnung des vorderen Teils – die weiteren Teile öffneten erst 1889. Der Gastgarten mit einem Musikpavillon war bereits ab Pfingsten 1887 für das Publikum zugänglich gewesen.
Die Konzerte im Garten erfreuten sich bei warmem Wetter großer Beliebtheit – vor allem die vom Kapellmeister Laube mit seinem Orchester und der Kapelle des 60. Regiments, das vom königlichen Musikmeister Ehmig geleitet wurde.
Laube war es auch, der mit seinen „volkstümlichen Konzerten“ (auch „Laube-Konzerte“ genannt) großen Anteil an dem Erfolg des Konzerthauses hatte. Sie fanden zweimal wöchentlich statt und sollten die musikalische Bildungsquelle für den kunsthungrigen Hamburger mit schmalem Geldbeutel sein. Bei diesen Konzerten standen niveauvolle Musikstücke auf dem Programm, wie z. B. die Ouvertüre von Tannhäuser von Wagner, die Ungarischen Tänze von Brahms oder der Kaiserwalzer von Strauss, aber das Publikum saß an gedeckten Tischen, Kellner servierten in den Pausen und die Männer rauchten. 1908 wurden die volkstümlichen Konzerte in die neugebaute Musikhalle am Holstenplatz (heute Johannes-Brahms-Platz) verlegt, was das Ende des Konzerthauses einläutete.

### Umbau zu einem Theater und Veränderungen
Da das Konzerthaus bereits seit der Eröffnung wegen der Größe schwer zu bewirtschaften war, erfolgte ab Juni 1910 der Umbau in ein Theater nach den Plänen von George Radel und Franz Jacobsen. Das Haus bekam ein Foyer, das mit schwarzen und weißen Kacheln ausgeschmückt war. Der Zuschauerraum mit Parkett und zwei Rängen mit Logen hatte eine Kapazität von 1300 Sitzen – zu den Proszeniumslogen gehörten kleine Teesalons im Louis-seize-Stil. Der Orchestergraben war nach Bayreuther Muster gestaltet, so dass die Zuschauer das Orchester nicht sehen konnten. Die Bühne war mit der damaligen modernsten Technik ausgestattet. Der Umbau dauerte fünf Monate und kostete 750.000 Mark. Am 12. November 1910 eröffnete das Deutsche Operettentheater mit der Operette Der Graf von Luxemburg unter der persönlichen Leitung von Franz Lehár. Die Direktion hatten Wilhelm Bendiner und Charles Philip inne, die auch das Neue Operetten-Theater am Spielbudenplatz leiteten.
Trotz einiger großer künstlerischen Erfolge blieb der wirtschaftliche aus und die Direktoren wechselten in den folgenden Jahren in kurzer Folge, wie auch der Name des Theaters – im Juli 1911 wurde es das Hamburger Operettentheater, dann Ende August 1913 die Neue Oper. Zuvor erhielt das Bühnenhaus im Sommer 1913 der Zeit bedingte Neuerungen: unter anderem eine eiserne Unterbühne mit Versenkungen und eine Drehbühne – außerdem bekam der Bühnenprospekt einen verschiebbaren Rundhorizont.
Inszenierungen von Operetten waren sehr kostspielig und das Theater war auf Erfolge angewiesen, da es als Privatunternehmen keine staatlichen Subventionen erhielt. Zu den Erfolgen kann man die über 200 Aufführungen von Lehárs Operette Eva zwischen Februar und Oktober 1912 zählen.
Auch nach der Namensumbenennung in Neue Oper gab es immer noch einige Operetten im Repertoire, aber bekannte Spielopern von Mozart, Lortzing und Weber sowie Werke von Beethoven und Verdi beherrschten den Spielplan. Im Februar 1914 kam das Ballettensemble von Djagilew mit Michel Fokine und seiner Frau Vera Fokina nach Hamburg. Dann noch kurz vor dem Ausbruch des Ersten Weltkrieges im Mai 1914 die bekannte Ballerina Anna Pawlowa.

### Hamburger Volksoper

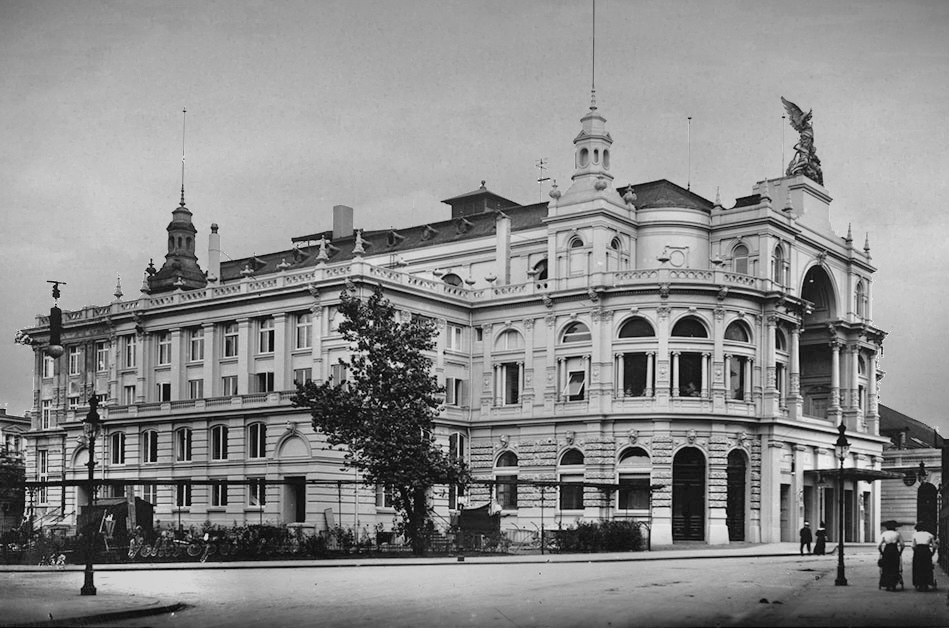
Hamburger Volksoper

Der Erste Weltkrieg verschlechterte die Situation der Kulturbetriebe in Hamburg dramatisch und die bereits wirtschaftlich angeschlagene Neue Oper schlitterte in die Pleite. Auf Anregung und Initiative der Bühnengenossenschaft einigte sich das Opernpersonal (Solisten, Chor, Orchester und das technische Personal) darauf, weiterzuspielen und den Reinerlös der Einnahmen zu teilen. Am 11. September 1914 beschloss man, dass Theater in Hamburger Volksoper umzubenennen. Maximilian Moris wurde ihr erster künstlerischer Leiter.
Opern und klassische Operetten wechselten sich ab. In größeren Partien stand Hans Heinz Bollmann auf der Bühne – z. B. sang er den Alfred in der Fledermaus, den Georg in Don Cesar oder den Steuermann im Fliegenden Holländer. Hans Albers war für wenige Wochen Teil des Ensembles der Volksoper.
Am 20. März 1916 musste Moris die Volksoper verlassen und die Leitung wurde an Friedrich C. Heller-Halberg übergeben, der bis dahin als Regisseur an der Volksoper tätig war. Unter seiner Leitung gab Michael Bohnen seinen ersten Hamburger Gastauftritt als Faust in Gounods Margarethe. Der Weltkrieg erschwerte stark die Aufrechterhaltung des Spielbetriebs – zum einen wurden Mitarbeiter zum Militärdienst einberufen, zum anderen fehlte das Kapital für aufwändige Bühnenbilder und Kostüme. Darüber hinaus konnte man wegen der wirtschaftlichen Lage nur niedrige Eintrittspreise verlangen. Daraufhin folgte der erneute finanzielle Zusammenbruch und für eine Interimszeit führte Karl Waschmann das Theater.

#### Direktion Carl und Alexander Richter

Poster für ein Gastspiel des Schwedischen Balletts im Mai 1922

Am 1. Oktober 1917 übernahm der in Hamburg unbekannte Carl Richter als Pächter die Hamburger Volksoper. Sein Sohn Alexander stand ihm zur Seite. Sie schafften es, das Theater auf solide finanzielle Beine zu stellen. Ihr Erfolgsrezept war ein Programm aus Opern, Operetten und Revuen nach Vorbild der Volksoper ihrer Heimatstadt Wien. Vor allem in den 1920er-Jahren ging das Konzept von Vater und Sohn Richter auf – große Namen und eine Vielzahl von Hamburger Erstaufführungen lockten die Menschen in die Volksoper. So gastierten unter anderem Hermann Jadlowker, Vera Schwarz, Georges Baklanoff und Maria Olszewska. Auch Richard Tauber gab sein Hamburger Debüt am Millerntor – 1922 war er als Mathias Freihofer in Kienzls Oper Der Evangelimann zu sehen. Als eines seiner größten künstlerischen Erfolge der Volksoper wird die Inszenierung der Oper Das Liebesverbot, ein Jugendwerk von Richard Wagner, angesehen.
1925/26 wurde die Volksoper das Ausweichquartier für das Stadttheater, da dessen Bühnenhaus modernisiert und umgebaut werden musste. Die Konzerthausgesellschaft, die die Eigentümerin des Theaters war, hatte in einem Prozess die Auflösung des Vertrages mit den Richters erzwungen. Die Richters verließen Hamburg und gingen nach Berlin, um das Theater des Westens zu leiten.

#### Haus/Theater am Millerntor
In der Zeit, wo das Theater als Ausweichquartier für das Stadttheater diente, wurde es „Haus am Millerntor“ genannt. Hier feierte Dusolina Giannini ihr Operndebüt – sie sang im September 1925 die Titelrolle in Verdis Aida. Es gab Gastspiele von Lotte Lehmann, Wilhelm Buers, Richard Mayr und Emil Schipper, die Zuschauer in das Ausweichquartier lockten.
Nachdem der Umbau des Bühnenhauses beendet wurde, zog das Stadttheater wieder aus und das Haus am Millerntor wurde an das Unternehmen von Jean Gilbert verpachtet – darüber hinaus erhielt es den Namen Theater am Millerntor. Mit der Operette Die Perlen der Cleopatra wurde das Theater eröffnet, aber nach nur acht Wochen ging das Unternehmen bankrott.

#### 2. Direktion von Carl und Alexander Richter
Im Dezember 1926 erhielten Vater und Sohn Richter zum zweiten Mal die Direktion und das Theater wurde wieder in Hamburger Volksoper umbenannt. Die beiden blieben bei ihrem ersten Konzept und nahmen wieder gängige Opern, Operetten und Revuen in den Spielplan. Da sie gleichzeitig auch das Neue Operettenhaus am Spielbudenplatz leiteten, konnten sie Vorstellungen und Künstler zwischen den beiden zwei Theatern austauschen.
Darüber hinaus wurde das Theater auch von der Niederdeutschen Bühne für die Aufführungen benutzt – dem späteren Ohnsorg-Theater, das in dessen Anfangszeit noch keine eigene Spielstätte hatte. Am 1. Januar 1933 endete die zweite Richter-Direktion und das Haus wurde bis Herbst 1935 von umherreisenden Theatern für ihre Hamburger Gastspiele genutzt.

#### Bis zum Ende des Zweiten Weltkrieges
Im Herbst 1935 übernahm Georg Syguda die Direktion und startete mit Kollos Operette Ein Kaiser ist verliebt seine Intendanz. Am 25. Juli 1943 wurde der gesamte Gebäudekomplex am Millerntor während der Operation Gomorrah so stark beschädigt, dass man in das Flora-Theater am Schulterblatt übersiedeln musste. Dafür wurde zwischen den beiden Direktionen ein Gastabkommen bis Januar 1944 geschlossen – danach sollte es wieder Varieté in der Flora geben. Für die Zeit ab Februar 1944 schloss Syguda mit dem Theater an der Reeperbahn, so wurde zu diesem Zeitpunkt das Operettenhaus genannt, eine Spielgemeinschaft für die Zeit des Krieges.
Im Herbst 1944 wurde der Theaterbetrieb kriegsbedingt eingestellt – am 17. November 1944 wurde das Theater an der Reeperbahn ein Premierenkino. Der erste Film, der dort gezeigt wurde, war Glück bei Frauen von Peter Paul Brauer.
Die Reste der stählernen Dachkonstruktion der Volksoper am Millerntorplatz standen noch bis in die 1950er-Jahre – dann wurde das Gebäude vollständig abgebrochen.

## Aufführungen (Auswahl)
- 1910: Der Graf von Luxemburg (Franz Lehár) (Eröffnung des „Deutschen Operettentheaters“)
- 1911: Der Mann mit den drei Frauen (Franz Lehár)
- 1912: Eva (Franz Lehár)
- 1912: La forza del destino (Giuseppe Verdi)
- 1913: Figaros Hochzeit (Wolfgang Amadeus Mozart)  (Eröffnung der „Hamburger Volksoper“)
- 1916: Margarethe (Charles Gounod)
- 1916: Die verkaufte Braut (Bedřich Smetana)
- 1917: Der Evangelimann (Wilhelm Kienzl)
- 1917: Der Freischütz (Carl Maria von Weber)
- 1917: Fidelio (Ludwig van Beethoven)
- 1917: Der fliegende Holländer (Richard Wagner)
- 1917: Zar und Zimmermann (Albert Lortzing)
- 1918: Lohengrin (Richard Wagner)
- 1918: Die lustigen Weiber von Windsor (Otto Nicolai)
- 1919: Parsifal (Richard Wagner)
- 1919: Hoffmanns Erzählungen (Jacques Offenbach)
- 1920: Carmen (Georges Bizet)
- 1920: Tosca (Giacomo Puccini)
- 1920: Rigoletto (Giuseppe Verdi)
- 1920: Hänsel und Gretel (Engelbert Humperdinck)
- 1922: La traviata (Giuseppe Verdi)
- 1922: Die Hugenotten (Giacomo Meyerbeer)
- 1925: Martha (Friedrich von Flotow)
- 1925: Gräfin Mariza (Emmerich Kálmán)
- 1926: Die Perlen der Cleopatra (Oscar Straus)
- 1927: Rund um die Alster (Revue der Gebrüder Wolf)
- 1928: 1000 Jahre Hamburg (Revue)
- 1935: Ein Kaiser ist verliebt (Walter Kollo)
- 1941: Franzi (Peter Kreuder)